# Bahnhof Wynyard
Der Bahnhof Wynyard ist ein Durchgangsbahnhof am Nordrand der kanadischen Kleinstadt Wynyard. Er liegt am westlichen Endpunkt einer Teilstrecke einer Verbindung zwischen den Städten Winnipeg und Edmonton, die als Wynyard Subdivision bezeichnet wird. Nach Westen schließt sich die Sutherland Subdivision an.

## Geschichte
Ab dem Ende des 19. Jahrhunderts begannen die großen kanadischen Eisenbahngesellschaften, die weiten Prärieebenen in der Mitte des Landes verkehrstechnisch zu erschließen. Ziel war, neben der Verbindung bereits bestehender Zentren, insbesondere auch die Erschließung des ländlichen Raumes mit dem Ziel, die dort produzierten landwirtschaftlichen Produkte einzusammeln und zu den großen Städten und Häfen im Osten des Landes zu transportieren. So entstand ein primär in ost-westlicher Richtung ausgerichtetes Eisenbahnnetz.
In der zweiten Hälfte der 1900er-Jahre erbaute die Canadian Pacific Railway (CPR) nördlich und parallel zu ihren bereits bestehenden Bahnstrecken eine Verbindung von Winnipeg nach Westen in Richtung Edmonton. Dort, wo die bereits bestehenden Siedlungsschwerpunkte allzu weit voneinander entfernt lagen, wurden zusätzlich sogenannte Divisional Points eingerichtet, Bahnhöfe mit Wartungs- und Serviceeinrichtungen für Dampflokomotiven. In den dazwischen liegenden, nur durch Einzelhöfe besiedelten Bereichen entstanden Haltepunkte schematisch im Abstand von rund sieben Meilen, das sind etwas mehr als 11 Kilometer. Einer dieser Divisional Points war in einem Gebiet vorgesehen, dass erst seit kurzer Zeit und daher noch spärlich von Siedlern hauptsächlich isländischer Abstammung besiedelt war und das als Vatnabyygd bezeichnet wurde. Der Bau des Bahnhofs als Divisional Point ging daher mit der Entstehung einer Ortschaft einher. 1908 gegründet und bereits 1911 in den Status einer Town erhoben, bildet Wynyard heute den Hauptort einer nach wie vor ländlich geprägten Region.
Der Bahnhof wird nur noch im Güterverkehr angefahren, die CPR ist aber nach wie vor einer der wichtigsten Arbeitgeber der Stadt. Der Personenverkehr ist eingestellt, er wird heute mit Greyhoundbussen durchgeführt.

## Bahnhofsgebäude
Das Bahnhofsgebäude aus dem Jahre 1909 steht in der Blickachse der zentralen Straße der Stadt, die nach Norden hin durch die ausgedehnte Bahnhofsanlagen begrenzt wird. Es ist anderthalbstöckig und besitzt ein ungewöhnlich steiles Mansarddach, die Außenwand besteht aus einer Stülpschalung. Das Dach ist mit Holzschindeln gedeckt, der Giebel verläuft parallel zur Bahnstrecke. Auf beiden Seiten besitzt das Gebäude Dachgauben sowie, zu den Gleisen hin, einen niedrigeren Quergiebel, der ebenfalls die Form eines Mansarddaches aufweist. Bemerkenswert ist die ausgewogene Verteilung der Fensteröffnungen. Die Fenster selbst sind Sprossenfenster, im unteren Teil besitzen sie zwei rechteckige, größere, im oberen Teil, aufgeteilt in zwei Zeilen, sechs quadratische kleinere Glasscheiben. Türen und Fenster des Erdgeschosses besitzen Oberlichter, die sich bis auf die Höhe der Traufe erstrecken.
Das Gebäude wird auf der Ostseite ergänzt durch einen einstöckigen Güterschuppen mit Satteldach. Das angrenzende Gleisfeld spiegelt noch weitgehend den Ursprungszustand wider, mitsamt einem Wendedreieck und einem Lokschuppen, der aber nicht mehr als solcher genutzt wird. Ebenfalls noch vorhanden sind einige Douglasien, die ehemals Teil eines bahnhofseigenen Gartens waren.
Das Bauwerk wurde auf Basis des Heritage Railway Stations Protection Act 1991 unter Denkmalschutz gestellt. Es gilt als Beispiel für den Einfallsreichtum der entwerfenden Architekten der CPR, die standardisierten Vorgaben für den Bau von Bahnhöfen kostengünstig so mit eigenständigen Elementen zu ergänzen, dass die einzelnen Bahnhöfe der Division Points gleichzeitig eine architektonische Vielfalt erhielten.